# Newholm
Newholm – przysiółek w Anglii, w North Yorkshire. Leży 3,5 km od miasta Whitby, 64,4 km od miasta York i 332,7 km od Londynu. Newholm jest wspomniana w Domesday Book (1086) jako Neueham/Neuham.